# 정태화
정태화(鄭太和, 1602년 2월 12일(음력 1월 21일)~ 1673년 11월 16일(음력 10월 8일))는 조선의 문신이다. 본관은 동래, 자는 유춘(囿春), 호는 양파(陽坡), 시호는 익헌(翼憲)이다. 뒤에 충익(忠翼)으로 바꿈.

## 초기 관직 생활
1624년에는 진사시에 합격하고 1628년, 별시문과에 병과로 급제하여 벼슬살이를 시작하였다. 승문원정자로 시작하여 홍문관의 수찬, 교리, 응교, 사간원의 정언, 헌납, 사간, 사헌부의 지평, 장령, 집의, 정언, 세자시강원의 설서, 사서, 필선, 성균관의 사예, 사성을 거쳐 사간으로 있다가 1636년, 병자호란이 일어나자 패잔병을 모아 항전하여 이겼으며 그 공으로 집의, 헌납, 감찰을 거쳐 1637년, 호령안찰사로 심양에 갔다가 귀국하고 1638년, 충청도관찰사(충청도관찰사(충청감사))가 되고 당상관에도 오르고 그 이후 승정원의 동부승지, 우부승지로 조정에 들어오고 이조참의, 예조참의, 공조참의, 형조참의, 호조참의, 병조참의, 이조참판, 예조참판, 공조참판, 형조참판, 호조참판, 병조참판, 한성부우윤, 한성부좌윤, 대사간, 도승지 등을 두루 지내고 1644년부터 이조판서, 예조판서, 공조판서, 형조판서, 호조판서, 병조판서, 대사헌 등을 두루 역임하였다.

## 정승 생활
1649년, 효종이 즉위하자 그는 우의정이 되었다. 그 뒤 사은사가 되어 명나라에 다녀왔고 그 뒤 곧 좌의정에 승진되었지만 어머니의 죽음으로 취임하지 않고 향리에 머물렀다. 1651년, 상복을 벗고 다시 영의정으로 조정에 나아갔다. 1652년, 중추부판사와 좌의정을 역임하고 재차 영의정이 되었다. 그는 5차례나 영의정을 지냈는데 37번이나 영의정을 사직상소를 올린 적이 있었다. 그리고 1671년, 기로소에 들어갔다.

## 가족 관계
- 할아버지 : 정창연(鄭昌衍, 1552 ~ 1636) - 좌의정
- 할머니 : 한세건(韓世建)의 딸
  - 아버지 : 정광성(鄭廣成, 1576 ~ 1654) - 형조판서
  - 어머니 : 황근중의 딸
    - 누나 : 이조판서 윤강(尹絳)의 처
    - 동생 : 좌의정 정치화(鄭致和)
    - 남동생 : 예조참판 정만화(鄭萬和)

  - 장인 : 민선철(閔宣哲, 1584 ~ ?)
  - 장모 : 김해 김씨 - 김진선(金盡善)의 딸 
    - 부인 : 여흥 민씨[3]
      - 장남 : 정재대(鄭載岱)
      - 며느리 : 이민백의 딸
        - 손자 : 정덕선(鄭德先)
        - 손자 : 정욱선(鄭勖先)
        - 손자 : 정각선(鄭覺先)
        - 손자 : 정혁선(鄭赫先) - 정재균의 양자로 출계
        - 손녀 : 이만직의 처
        - 손녀 : 신도의 처

      - 차남 : 정재숭(鄭載嵩, 1632 ~ 1692) - 우의정
      - 며느리 : 최여두의 딸
        - 손녀 : 박상선의 처

      - 며느리 : 이지형의 딸
      - 3남 : 정재악(鄭載岳)
      - 자부 : 김남중의 딸
        - 손자 : 정희선(鄭希先)
        - 손자 : 정술선(鄭述先)
        - 손자 : 정현선(鄭顯先)
        - 손녀 : 구정주에게 출가
        - 손녀 : 윤덕준에게 출가

      - 4남 : 정재항(鄭載恒)
      - 자부 : 박천영의 딸
        - 손자 : 정동선(鄭同先)

      - 5남 : 동평위(東平尉) 정재륜(鄭載崙, 1648 ~ 1723) - 정치화의 양자로 출계
      - 며느리 : 숙정공주(淑靜公主, 1646 ~ 1668)
        - 손자 : 정효선(鄭孝先, 1663 ~ 1680)
        - 손녀 : 동래 정씨
        - 손녀 사위 : 김도연(金道淵, 1664 ~ 1689) - 김석주의 아들

      - 장녀 : 이명기의 처
      - 차녀 : 이두령의 처
      - 3녀 : 동래 정씨
      - 사위 : 은진 송씨 송규성(宋奎成, 1642 ~ ?)[4]